# Zootrophion lappaceum
Zootrophion lappaceum är en orkidéart som beskrevs av Carlyle August Luer och Rodrigo Escobar. Zootrophion lappaceum ingår i släktet Zootrophion och familjen orkidéer. Inga underarter finns listade i Catalogue of Life.